# Mailand–Sanremo 1955
Mailand–Sanremo 1955 war die 46. Austragung von Mailand–Sanremo, einem Eintagesrennen im Berufsradsport. Es wurde am 19. März 1955 über eine Distanz von 282 km ausgetragen. Sieger wurde Germain Derycke aus Belgien.

## Rennverlauf
Trübes Wetter begleitete die 186 Fahrer am Start. Frühzeitig starteten drei Italiener und Raymond Impanis einen Angriff, der ihnen drei Minuten Vorsprung einbrachte. Am Passo del Turchino fuhren drei weitere Italiener auf. Kurz vor Alassio übernahmen Derycke, Gauthier, Gianneschi und Vincenzo Zucconelli die Spitze des Rennens und setzten sich ab. Nur Jean Bobet gelang es noch, an diese Gruppe heranzufahren. Während Zucconelli wieder abfiel, sprinteten die vier Spitzenreiter auf der Via Roma um den Sieg. Mit drei Radlängen gewann Derycke klar. Das Rennen endete so mit der für die italienischen Fans größten Katastrophe: drei Ausländer belegten die ersten Plätze. 103 Fahrer beendeten das Rennen. Die Mitfavoriten um Fausto Coppi und Ferdy Kübler erreichten das Ziel mit zwei Minuten Rückstand und wurden von den Tifosi ausgepfiffen.

## Ergebnis
| \| Gesamtwertung \| Gesamtwertung \| Gesamtwertung \| Gesamtwertung \| Gesamtwertung \| \| Fahrer \| Fahrer \| Land \| Team \| Zeit \| \| ------------- \| ------------------- \| ------------- \| --------------------------------- \| --------------- \| \| 1. \| Germain Derycke \| Belgien \| Alcyon-Dunlop \| 7 h 03 min 46 s \| \| 2. \| Bernard Gauthier \| Frankreich \| Mercier-BP-Hutchinson \| + 0 s \| \| 3. \| Jean Bobet \| Frankreich \| L. Bobet-BP-Hutchinson \| + 3 s \| \| 4. \| Mauro Gianneschi \| Italien \| Arbos-Pirelli \| + 3 s \| \| 5. \| Fiorenzo Magni \| Italien \| Nivea-Fuchs \| + 26 s \| \| 6. \| Rik Van Steenbergen \| Belgien \| Girardengo \| + 26 s \| \| 7. \| Giorgio Albani \| Italien \| Legnano \| + 26 s \| \| 8. \| Gilbert Bauvin \| Frankreich \| Saint-Raphaël-R. Geminiani-Dunlop \| + 26 s \| \| 9. \| Raphaël Géminiani \| Frankreich \| Saint-Raphaël-R. Geminiani-Dunlop \| + 26 s \| \| 10. \| Bruno Monti \| Italien \| Atala \| + 26 s \| |                     |            |                                   |                 |
| |                     |            |                                   |                 |
| |                     |            |                                   |                 |
| Gesamtwertung |                     |            |                                   |                 |
| Fahrer | Fahrer              | Land       | Team                              | Zeit            |
| 1. | Germain Derycke     | Belgien    | Alcyon-Dunlop                     | 7 h 03 min 46 s |
| 2. | Bernard Gauthier    | Frankreich | Mercier-BP-Hutchinson             | + 0 s           |
| 3. | Jean Bobet          | Frankreich | L. Bobet-BP-Hutchinson            | + 3 s           |
| 4. | Mauro Gianneschi    | Italien    | Arbos-Pirelli                     | + 3 s           |
| 5. | Fiorenzo Magni      | Italien    | Nivea-Fuchs                       | + 26 s          |
| 6. | Rik Van Steenbergen | Belgien    | Girardengo                        | + 26 s          |
| 7. | Giorgio Albani      | Italien    | Legnano                           | + 26 s          |
| 8. | Gilbert Bauvin      | Frankreich | Saint-Raphaël-R. Geminiani-Dunlop | + 26 s          |
| 9. | Raphaël Géminiani   | Frankreich | Saint-Raphaël-R. Geminiani-Dunlop | + 26 s          |
| 10. | Bruno Monti         | Italien    | Atala                             | + 26 s          |